# رامو (رود)
رامو (به لاتین: Ramu) یک رود در پاپوآ گینه نو است که در استان مادانگ واقع شده‌است.